# Anophtalmie
 Mise en garde médicale
L'anophtalmie désigne l'absence d'yeux.

## Anophtalme animale
Plusieurs espèces d'insectes ou de poissons sont anophtalmes, par exemple : plutomurus ortobalaganensis, neobisium spelaeum, Tetrablemma alaus...

## Anophtalmie humaine
L'anophtalmie, degré extrême de la microphtalmie, est une malformation rare caractérisée par l'absence d'un ou des deux yeux à la naissance. Elle touche environ une naissance sur 100 000. Elle peut être due à une mutation du gène SOX2. Une recherche sur Orphanet retourne 15 syndromes différents d'anophtalmie.
La HAS a émis un protocole national de diagnostic et de soin (PNDS) concernant l'anophtalmie.
La prise en charge esthétique, qui doit être rapidement mise en place après la naissance, fait intervenir des prothèses oculaires de tailles croissantes.
Les familles peuvent prendre contact avec des associations de personnes concernées pour partager l'expérience avec d'autres personnes atteintes, avec des parents, pour avoir des conseils pour gérer le quotidien et pour mieux connaître les démarches de prise en charge adaptés ,.